# Musée botanique d'Oslo

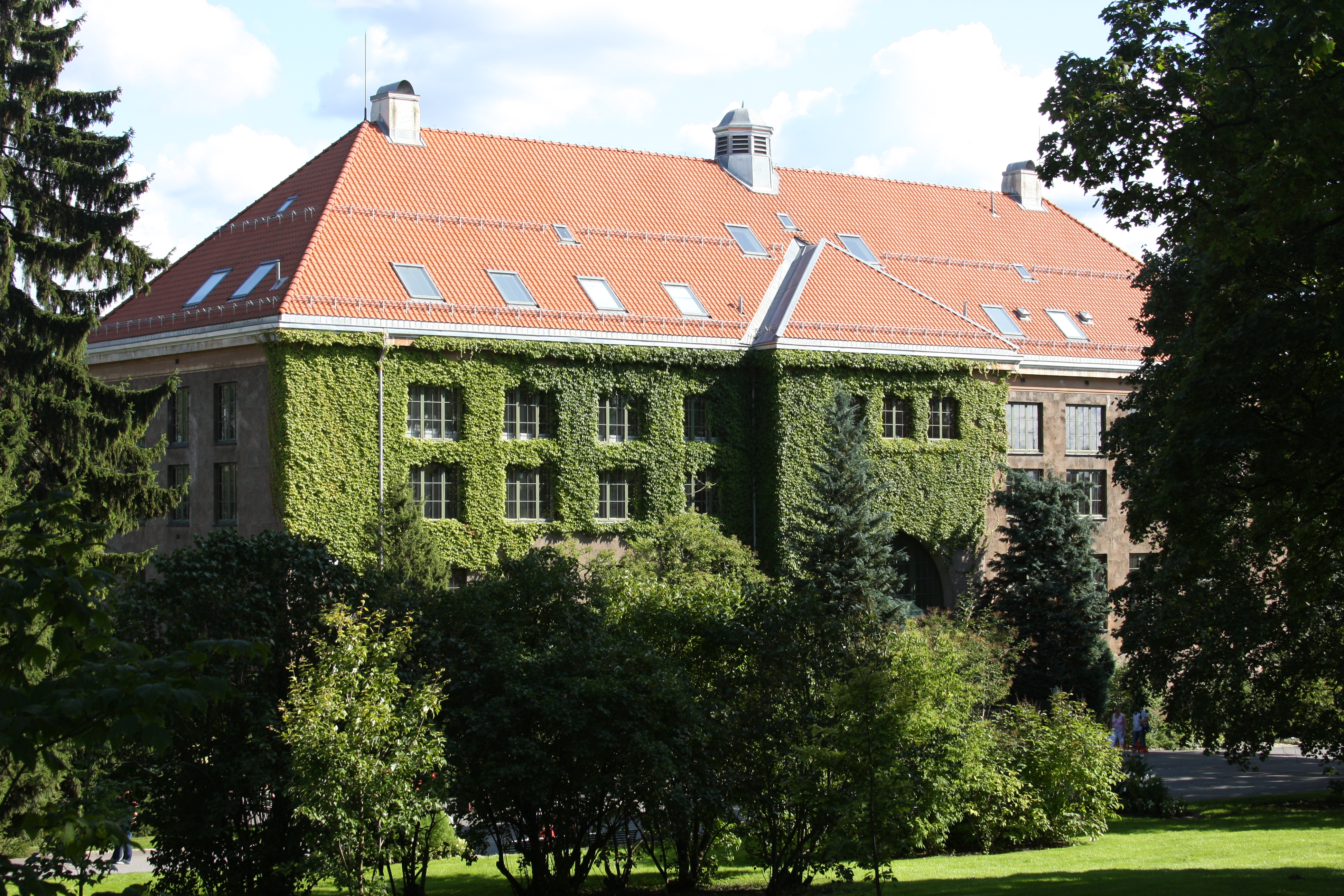
Vue du musée botanique d'Oslo

Le musée botanique d'Oslo (Botanisk museum ou Lids hus) est un musée botanique situé à Oslo fondé en 1863 sur la base de l'herbier du professeur Blytt (1789-1862). Il s'est installé dans le quartier de Tøyen en 1915 à l'intérieur du jardin botanique d'Oslo à l'initiative du professeur de botanique Nordal Wille et du recteur Waldemar Christopher Brøgger, cofondateurs du musée géologique (1917). Il a fusionné avec le jardin botanique de l'université d'Oslo en 1975. Cinq entités, dont le musée botanique d'Oslo, se sont regroupées en 1999 pour fonder le muséum d'Oslo en 1999.
Johannes Lid (1886-1971) a marqué l'histoire du musée, dont il fut conservateur de 1919 à 1956. Erling Christophersen a dirigé le musée de 1933 à 1947.
Ce bâtiment accueille plusieurs équipes de recherche travaillant dans le domaine de la botanique, de l'évolution et de l'ethnobotanique. Il n'est pas ouvert au public.